# Orthocladius janetscheki
Orthocladius janetscheki är en tvåvingeart som först beskrevs av Maurice Emile Marie Goetghebuer 1941.  Orthocladius janetscheki ingår i släktet Orthocladius och familjen fjädermyggor.
Artens utbredningsområde är Österrike. Inga underarter finns listade i Catalogue of Life.